# Monte Cavo
El monte Cavo, también conocido antiguamente como monte Albano, es la segunda montaña más alta del complejo volcánico de los montes Albanos, llamado también Vulcano Laziale, que se encuentra en las cercanías de Roma, en la Italia central. El volcán lleva inactivo alrededor de 10000 años. Tiene una altitud de casi 1000 metros y está situado a unos 20 km de la costa, en el municipio de Rocca di Papa. Su nombre proviene de Cabum, un asentamiento italo existente en esta montaña. El monte Cavo es un cono volcánico de escorias.